# Uspořádaná n-tice
Jako uspořádaná n-tice se v matematice označuje uspořádaný seznam konečného počtu n objektů (je proto možné se také setkat s pojmy jako uspořádaná k-tice apod., konkrétní varianty se pak nazývají uspořádané dvojice, uspořádané trojice atd.). Zapisuje se obvykle jako seznam těchto prvků, uzavřený do kulatých závorek.
Termín "uspořádaná" zde přitom v podstatě neznamená nic jiného, než že u dané množiny prvků záleží na jejich pořadí (v kombinatorice pak jde o tzv. variaci.)
Neuspořádaná n-tice (případná k-tice) znamená, že na pořadí nezáleží (pak se v kombinatorice jedná o tzv. kombinaci); v případě, že jde o kombinaci bez opakování, je každá kombinace v podstatě jednou z podmnožin dané množiny.

## Vlastnosti
Hlavní vlastnosti, které uspořádanou n-tici odlišují od množiny jsou:
- uspořádaná n-tice může jeden objekt obsahovat vícekrát,
- závisí na pořadí objektů. Tedy např. zatímco neexistuje množina {2, 2} (resp. je možné ji chápat jako totožnou s množinou {2}), je uspořádaná dvojice (2, 2) dobře definovaná a různá od jednoprvkové n-tice (2). Obdobně, množina {1, 2} je totožná s množinou {2, 1}, zatímco uspořádaná dvojice (1, 2) se uspořádané dvojici (2, 1) nerovná. Rovnost dvou uspořádaných n-tic je totiž definována jako

{\displaystyle \left(a_{1},a_{2},\dots ,a_{n}\right)=\left(b_{1},b_{2},\dots ,b_{n}\right)\Leftrightarrow a_{1}=b_{1},a_{2}=b_{2},\dots ,a_{n}=b_{n}}

## Formální definice
Zatímco intuitivně je význam pojmu jasný, v rámci exaktnosti (zejména v axiomatické teorii množin) je nutno jej definovat pomocí množin.
Často se používá tato definice:
{\displaystyle (a,b)=\{\{a\},\{a,b\}\}\,\!}
Potom lze uspořádanou n-tici (pro n > 2) chápat jako uspořádanou dvojici prvního prvku a zbytku, kterým je uspořádaná (n−1)-tice:
{\displaystyle (a,b,c)=(a,(b,c))\,\!}
{\displaystyle (a,b,c,d)=(a,(b,c,d))\,\!}
{\displaystyle \left(a_{1},a_{2},\dots ,a_{n}\right)=\left(a_{1},\left(a_{2},\dots ,a_{n}\right)\right)\,\!}
Tato definice má však nevýhodu, že uspořádanou 0-tici a 1-tici je nutno definovat nějak extra. Přitom 0-tice a 1-tice jsou často praktické, aby bylo možné o pojmech jako n-ární operace nebo lineární kombinace n vektorů mluvit jednotně pro jakékoli {\displaystyle n\geq 0}.
Proto se někdy uspořádané n-tice definují tak, aby přechod od n-tice ke (n+1)-tici byl tentýž pro všechna {\displaystyle n\geq 0}:
1. Uspořádaná 0-tice () je definována jako prázdná množina ∅.
2. Pokud x je uspořádaná n-tice, pak {{a}, {a, x}} je uspořádaná (n+1)-tice, začínající prvkem a a pokračující prvky n-tice x.

Podle této definice je např. uspořádaná trojice (1, 2, 2) definována jako:
(1, 2, 2) = {{1}, {1, (2, 2)}} = {{1}, {1, {{2}, {2, (2)}}}} = {{1}, {1, {{2}, {2, {{2}, {2, ∅}}}}}}

## Využití
Uspořádané n-tice se využívají k formální definici velkého množství matematických objektů, jejichž význam je sice jasný i bez nich, ale je nutné je definovat nějak formálně. Například:
- Kartézský součin množin {\displaystyle A_{1},A_{2},...A_{n}} je množina všech n-tic {\displaystyle (a_{1},a_{2},...,a_{n})} takových, kde {\displaystyle a_{1}\in A_{1},a_{2}\in A_{2},...,a_{n}\in A_{n}}.
- Binární relace mezi množinami A, B je intuitivně chápana jako jakýkoli vztah (například "bod leží na úsečce"); formálně se definuje jako množina uspořádaných dvojic (a,b) takových, že a a b jsou v relaci (v množině budou tedy uvedeny všechny dvojice (bod, přímka) takové, že bod leží na dotyčné přímce). Totéž platí i o relacích jiné arity.
- Totéž platí i pro zobrazení, neboť to je speciálním případem relace. Význam pojmu "funkce y = 3x-1" je sice intuitivně zřejmý, ovšem formálně se jedná o množinu uspořádaných dvojic {\displaystyle \{(0,-1),(1,2),(2,5),(3,8),(4,11)\ldots \}\,\!} .
- Vektory v prostoru {\displaystyle \mathbb {R} ^{n}} jsou n-tice reálných čísel.
- N-tice se v matematice používají pro definice objektů, které se skládají z nějakých oddělených částí, například konečný automat, gramatika v teorii automatů apod.

### Využití v matematických strukturách
Matematické struktury se formálně definují jako uspořádané n-tice, kde prvním prvkem je nosná množina a následuje informace popisující strukturu této množiny.
Např. graf je definován jako uspořádaná dvojice (V, E), ve které V je množina vrcholů a E je množina hran. Podobné je tomu u algebraických struktur, jako je např. grupa.
Tento formalismus je nezbytný, neboť otázka "Je grupa celých čísel {\displaystyle \mathbb {Z} } izomorfní s grupou kladných racionálních čísel {\displaystyle \mathbb {Q} ^{+}}?" je nesprávně položená, přestože jí každý rozumí, neboť na každé z těchto množin existuje (mezi mnoha možnými) jeden obvyklý způsob, jak zavést grupovou operaci. Tyto množiny s obvyklými operacemi izomorfní nejsou, ale jelikož mezi nimi existuje bijekce, lze na {\displaystyle \mathbb {Q^{+}} } definovat operaci {\displaystyle {\tilde {+}}} tak, aby izomorfní byly.
Správné je tedy říci: Grupa {\displaystyle (\mathbb {Z} ,+)\,\!} není izomorfní s grupou {\displaystyle \mathbb {(Q^{+}} ,.\,\!)}, ale je izomorfní s grupou {\displaystyle (\mathbb {Q} ^{+},{\tilde {+}})\,\!}.

### Využití k odlišení objektů
V matematice se provádí mnoho konstrukcí, při nichž potřebujeme do množiny C zahrnout prvky z množin A a B tak, aby u prvků {\displaystyle x\in A\bigcap B} bylo možné v C odlišit "prvek převzatý z A" od "prvku převzatého z B". To lze formálně provést tak, že
{\displaystyle C=\{(a,0)|a\in A\}\;\bigcup \;\{(b,1)|b\in B\}}.
Tedy před každý prvek z A vložíme (formou uspořádané dvojice) nějaký matematický objekt, který značí "tento prvek pochází z A " (v našem případě jsme k tomu použili číslo 0) a obdobně s množinou B. Vytčeného cíle jsme dosáhli, neboť {\displaystyle (x,0)\,{\text{a}}\,(x,1)} jsou dva různé matematické objekty.
Příklad: Orientovaný graf a neorientovaný graf jsou někdy pokládány za speciální případy obecného grafu, který může obsahovat orientované i neorientované hrany. Zdánlivě evidentní způsob, jak tuto definici formalizovat, by byl říci, že graf je uspořádaná dvojice (V,N) taková, že každý prvek N je tvaru
- buď {\displaystyle (a,b)}, kde {\displaystyle a,b\in V\,\!} (orientovaná hrana)
- nebo {\displaystyle \{a,b\}}, kde {\displaystyle a,b\in V,a\neq b\,\!} (neorientovaná hrana)

Tato definice je ovšem nepoužitelná, pokud pro nějaké {\displaystyle a,b,c,d\in V,c\neq d\,\!} platí {\displaystyle (a,b)=\{c,d\}\,\!}. Pak by o nějakém prvku N nebylo možno určit, zda jde o orientovanou hranu z a do b nebo o neorientovanou hranu mezi c a d.
To, zda uspořádaná dvojice může být totožná s nějakou množinu, samozřejmě závisí na definici pojmu "uspořádaná dvojice". V naivní teorii množin je zvykem se touto definicí nezabývat a předpokládat, že uspořádaná dvojice je jiný druh objektu než množina. Pak tento problém nemůže nastat.
Pokud však potřebujeme chceme s těmito pojmy pracovat exaktně, pak je nutné uspořádané dvojice formálně definovat a výš uvedený stav nastat může. Ošetřit ho lze tak, že každý prvek N bude tvaru
- buď {\displaystyle ((a,b),\,0)}, kde {\displaystyle a,b\in V\,\!} (orientovaná hrana)
- nebo {\displaystyle (\{a,b\},\,1)}, kde {\displaystyle a,b\in V,a\neq b\,\!} (neorientovaná hrana)

To popsaný problém spolehlivě řeší.